# 조나탕 길메트
조나탕 길메트(프랑스어: Jonathan Guilmette, 1978년 8월 18일~)는 캐나다의 전직 쇼트트랙 선수로 올림픽에서 금메달 1개, 은메달 2개를 획득했다. 그는 2002년 동계 올림픽에서 남자 계주 금메달과 500m 은메달을 획득했고 2006년 동계 올림픽에서 남자 계주 은메달을 획득했다.